# Bolko von Hochberg
Jean-Henri XIV Bolko comte d'Hochberg (né le 23 janvier 1843 au château de Fürstenstein, arrondissement de Waldenburg, province de Silésie et mort le 1er décembre 1926 à Bad Salzbrunn, province de Basse-Silésie) est un diplomate, metteur en scène et compositeur allemand.

## Biographie
Bolko von Hochberg est issu de la noble famille des comtes d'Hochberg. Il est le plus jeune fils de Jean-Henri X d'Hochberg, prince de Pless et de sa première épouse Ida, née von Stechow-Kotzen. À Breslau, il étudie au lycée Sainte-Marie-Madeleine de Breslau, qu'il quitte en 1861 avec l'Abitur. Après des études à Berlin (entre autres avec Friedrich Kiel) et à Bonn, il travaille à Saint-Pétersbourg. Mais il retourne bientôt en Silésie pour poursuivre ses études musicales. En 1906, il a écrit un opéra, deux symphonies, un concerto pour piano, des trios, des quatuors et de nombreuses chansons chorales et solistes.
En 1864, son Singspiel Claudine von Villa Bella est représenté, suivi en 1876 par l'opéra Die Falkensteiner . En 1876, au prix de sacrifices financiers considérables, il fonde le Festival de musique de Silésie (de), dont il dirige 19 éditions jusqu'en 1925. Il a lieu pour la plupart à Görlitz. En 1886, il devient directeur général du Théâtre royal de Berlin, succédant à Botho von Hülsen. En 1898, Hochberg réussit à faire engager Richard Strauss comme chef d'orchestre à l'opéra de cour sur Unter den Linden. Fin 1902, il prend congé en raison d'un conflit avec la cour impériale. Après cela, il vit de nouveau à Rohnstock (sa propriété de campagne en Silésie) et se consacre à sa musique. En 1910, il est fait citoyen d'honneur de Görlitz (de) et en 1913 professeur royal de Prusse. Ses œuvres sont dispersées partout après la Seconde Guerre mondiale et sont rassemblées ces dernières années par son arrière-petit-fils Peter comte de Hochberg avec le pianiste et chef d'orchestre Michael Collins. Ses chansons sont à nouveau mises en musique et sont disponibles sur CD.
De 1858 à 1926, il est propriétaire du château de Rohnstock (de), où il vit également. Le comte Bolko reconstruit le château de Rohnstock en 1870 et y créé des conditions confortables.
Bolko von Hochberg appartient au groupe de directeurs artistiques et de linguistes qui, en 1898, suggèrent et soutiennent la création d'une « prononciation scénique allemande (de) » standardisée (auteur principal Theodor Siebs, 19e édition 1969, réimpression 2000).

## Quatuor à cordes
De 1872 à 1876, Hochberg a son propre quatuor à cordes à Dresde, dont l'un des membres est Robert Hausmann (violoncelle).